# Imposta catastale
L'imposta catastale, in Italia, è un tributo regolato dal D. Lgs. 31 ottobre 1990 n. 347, recante "Testo unico delle disposizioni concernenti le imposte ipotecaria e catastale" (Pubblicato in Gazzetta Ufficiale n. 277 del 27/11/1990).

## Oggetto dell'imposta
Sono soggette alla imposta catastale le volture catastali, a seguito di atti di compravendita, donazione, successione.

## Esenzioni
Non sono soggette all'imposta le formalità eseguite nell'interesse dello Stato né quelle relative ai trasferimenti per successione e donazione a favore di: Regioni, Province, Comuni, Onlus, enti e associazioni con finalità di pubblica utilità.

## Base imponibile
- L'imposta proporzionale catastale è commisurata alla base imponibile determinata ai fini dell'imposta di registro o dell'imposta sulle successioni e donazioni.
- Se l'atto o la successione è esente dall'imposta di registro o dall'imposta sulle successioni e donazioni o vi è soggetto in misura fissa, la base imponibile è determinata secondo le disposizioni relative a tali imposte.

## Soggetti obbligati al pagamento
Sono obbligati al pagamento dell'imposta catastale coloro che richiedono le formalità e i pubblici ufficiali obbligati al pagamento dell'imposta di registro o dell'imposta sulle successioni e donazioni, relativamente agli atti ai quali si riferisce la formalità.

Sono inoltre solidalmente tenuti al pagamento delle imposte tutti coloro nel cui interesse è stata richiesta la formalità e, nel caso di iscrizioni e rinnovazioni, anche i debitori contro i quali è stata iscritta o rinnovata l'ipoteca.

## Aliquote
A partire dal 1º gennaio 2014 per le transazioni assoggettate ad imposta di registro proporzionale l'imposta è adesso di Euro 50,00 in via forfettaria.
È in genere fissa (pari quindi alla fissa dell'imposta di registro) in presenza di agevolazioni o in casi particolari.

## Arrotondamento
Le imposte dovute in misura proporzionale devono essere arrotondate all'unità di euro (0,49=0, 0,50=1) (DPR 308 / 2000 art.7).

## Uffici competenti
Gli uffici dell'Agenzia delle entrate sono competenti per l'imposta catastale relativa ad atti che importano trasferimenti di beni immobili ovvero costituzione o trasferimento di diritti reali immobiliari di godimento.

## Controlli
Per l'accertamento e la liquidazione dell'imposta catastale, per la irrogazione delle relative sanzioni, per le modalità e i termini della riscossione e per la prescrizione, si applicano le disposizioni relative all'imposta di registro e all'imposta sulle successioni e donazioni.